# Rybno (powiat kolski)
Rybno – wieś w Polsce, położona w województwie wielkopolskim, w powiecie kolskim, w gminie Przedecz.
| SIMC    | Nazwa                | Rodzaj                          |
| ------- | -------------------- | ------------------------------- |
| 0292340 | Dolne Rybno          | część wsi                       |
| 0292356 | Górne Rybno          | część wsi                       |
| 0292362 | Kolonia nad Jeziorem | część wsi                       |
| 0292379 | Mała Wieś            | część wsi (zniesiona w 2023 r.) |
| 0292385 | Posada               | część wsi                       |

W latach 1975–1998 wieś należała administracyjnie do województwa konińskiego.
Wieś królewska położona w II połowie XVI wieku w powiecie przedeckim województwa brzeskokujawskiego, należała do starostwa przedeckiego. 

## Demografia
| Opis                                | Ogółem | Ogółem | Kobiety | Kobiety | Mężczyźni | Mężczyźni |
| ----------------------------------- | ------ | ------ | ------- | ------- | --------- | --------- |
| Jednostka                           | osób   | %      | osób    | %       | osób      | %         |
| Populacja                           | 265    | 100    | 133     | 50,19   | 132       | 49,81     |
| Wiek przedprodukcyjny (0–17 lat)    | 41     | 15,47  | 17      | 6,42    | 24        | 9,06      |
| Wiek produkcyjny (18–65 lat)        | 162    | 61,13  | 73      | 27,55   | 89        | 33,58     |
| Wiek poprodukcyjny (powyżej 65 lat) | 62     | 23,4   | 43      | 16,23   | 19        | 7,17      |